# Sudŏk sa
Sudŏk sa (수덕사, pol. klasztor Kultywowania Zasług) – jeden z najważniejszych klasztorów koreańskich należący do ekskluzywnej grupy ch'ongnim.

## Historia klasztoru i ważniejsze obiekty
Początki klasztoru są niepewne, gdyż istnieją dwa zapisy dotyczące jego powstania. Według jednego – klasztor został założony przez mistrza Sungje w okresie Baekje, czyli do 660 r. Według drugiego – założycielem był mistrz Chimyong w 559 r. za panowania króla Widoka (pan. 554–597). Prawdopodobnie klasztor został jednak założony przez ascetę z magiczną mocą Hyehyona (570-627). Chimyong wybudował potem główny budynek. Zbudowany jest na górze Tŏksung w pobliżu miasta Yesan.
Jest to obecnie jeden z najważniejszych klasztorów koreańskich, chociaż jest stosunkowo mały. Należy do ekskluzywnej grupy 5 klasztorów zwanych ch'ongnim, czyli zabezpiecza praktykę medytacji (sŏn), studiowanie doktryny (kor. kyo) czyli sutr, śpiewów i reguł (winaja).
W Sudŏk sa rezyduje także "duchowy mistrz" (kor. panjang), których także jest obecnie pięciu.
Do klasztoru wchodzi się tradycyjnie przez "jednofilarową bramę" (kor. iljumun), której nazwa (niezależnie od ilości filarów) symbolizuje skupienie umysłu. Brama ta ozdobiona jest wizerunkami smoków.
Klasztor położony jest w górzystym terenie, stąd jego tarasowa budowa. Dlatego też dawny gmach zgromadzeń mnisich nie znajduje się na głównej osi klasztoru. Przed nim stoi stupa z okresu Silli. Na głównym dziedzińcu klasztoru znajduje się starsza 7-kondygnacyjna stupa z okresu Goryeo.
Główny gmach Taeungjŏn pochodzi z 1308 r. i przetrwał wszelkie inwazje (głównie mongolskie i japońskie, które zniszczyły praktycznie w Korei wszystko, co dało się zniszczyć. Jest obecnie najstarszym drewnianym budynkiem w Korei i Skarbem Narodowym nr 49. Pierwotnie został on wybudowany przez mistrza Chimyonga w 599 r. W budynku tym znajduje się triada buddów i wizerunki dwóch bodhisattwów. Triada buddów symbolizuje trzy elementy buddyzmu:
- Budda Siakjamuni jest Buddą historycznym, oryginalnym nauczycielem
- budda Amitabha jest Buddą Nieograniczonego Światła
- budda Bhaisadźjaguru jest Buddą Medycyny, Powszechnym Uzdrowicielem

Na tylnej ścianie budynku znajduje się malowidło przedstawiające bodhisattwę Ksitigarbhę (kor. Chijang posal) oraz królów-sędziów. Obok znajduje się malowidło przedstawiające panteon bogów koreańskich. 
Przed głównym gmachem znajduje się pięknie zrównoważona stupa z okresu Koryŏ.
Około 15 minut drogi od klasztoru znajduje się mała świątynia Chŭnghae wybudowana przez wybitnego mistrza sŏn Mangonga z 10-metrową figurą Maitrei w charakterystycznym koreańskim nakryciu głowy. W pobliżu znajduje się stupa Mangonga wzniesiona przez jego uczniów. Napis na niej głosi, iż 
| Cały świat jest jednym kwiatem |

Pod kierunkiem Mangonga klasztor Sudŏk był klasztorem, w którym przetrwał koreański styl praktyki i w pełni mnisie wartości, mimo prawie całkowitego zjaponizowania koreańskiego buddyzmu w okresie okupacji japońskiej. Na ogólną liczbę 600 niezjaponizowanych mnichów, aż połowa wywodziła się z Sudŏk sa. Stąd rozpoczął się proces odnowy.
W klasztorze przebywało wielu słynnych mistrzów, takich jak np. Kyŏnghŏ Sŏngu (1849–1912) i mniszka Iryop (1896–1971, znana m.in. ze swojej literackiej twórczości.
4 grudnia 2004 r. odbyła się w tym klasztorze ceremonia pogrzebowa i kremacja mistrza sŏn Sŭngsana Haengwŏna (Seung Sahn).
Z klasztorem Sudŏk związany jest także klasztor Kyŏnsŏng am wybudowany przez mistrza Mangonga dla mniszek, który jest do dziś najważniejszym ośrodkiem praktyki dla mniszek w Korei.
Klasztor ten jest klasztorem parafialnym szkoły chogye, który zarządza 37 innymi klasztorami.

## Adres klasztoru
- 산20 Sacheon-ri, Deoksan-myeon, Yesan-gun, Chungcheongnam-do, Korea Południowa

## Galeria

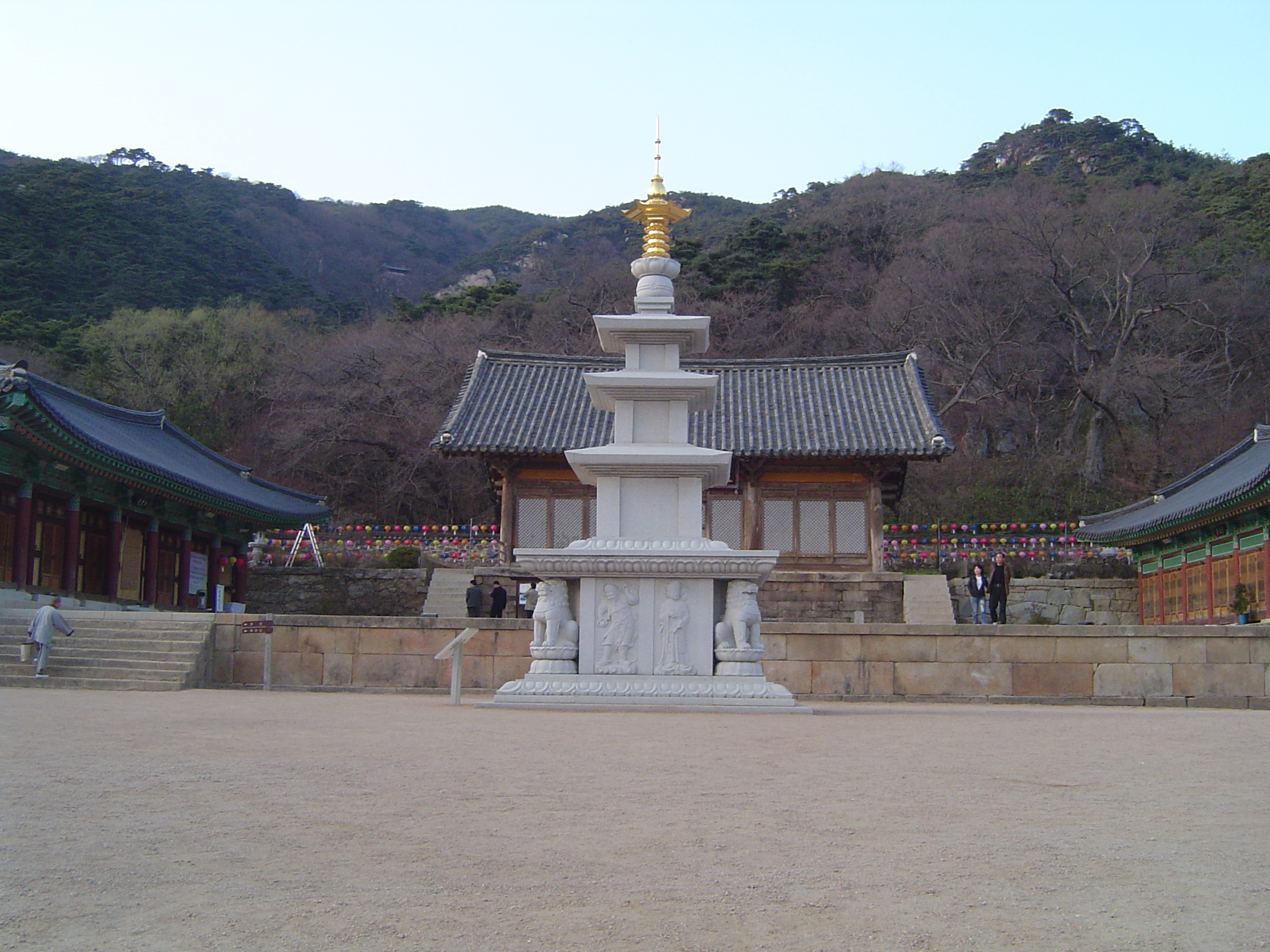
Klasztor Sudŏk
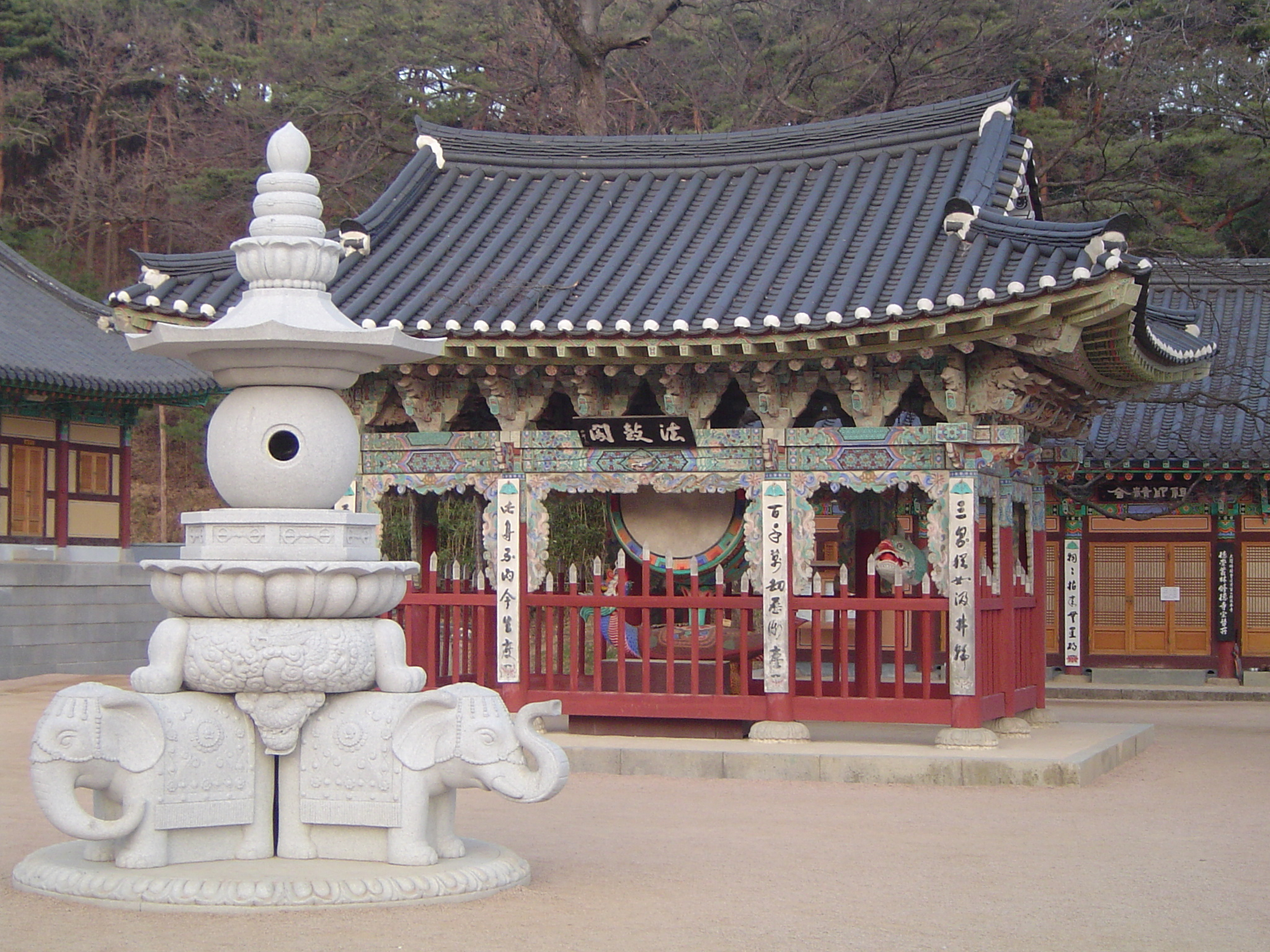
Sudŏk sa
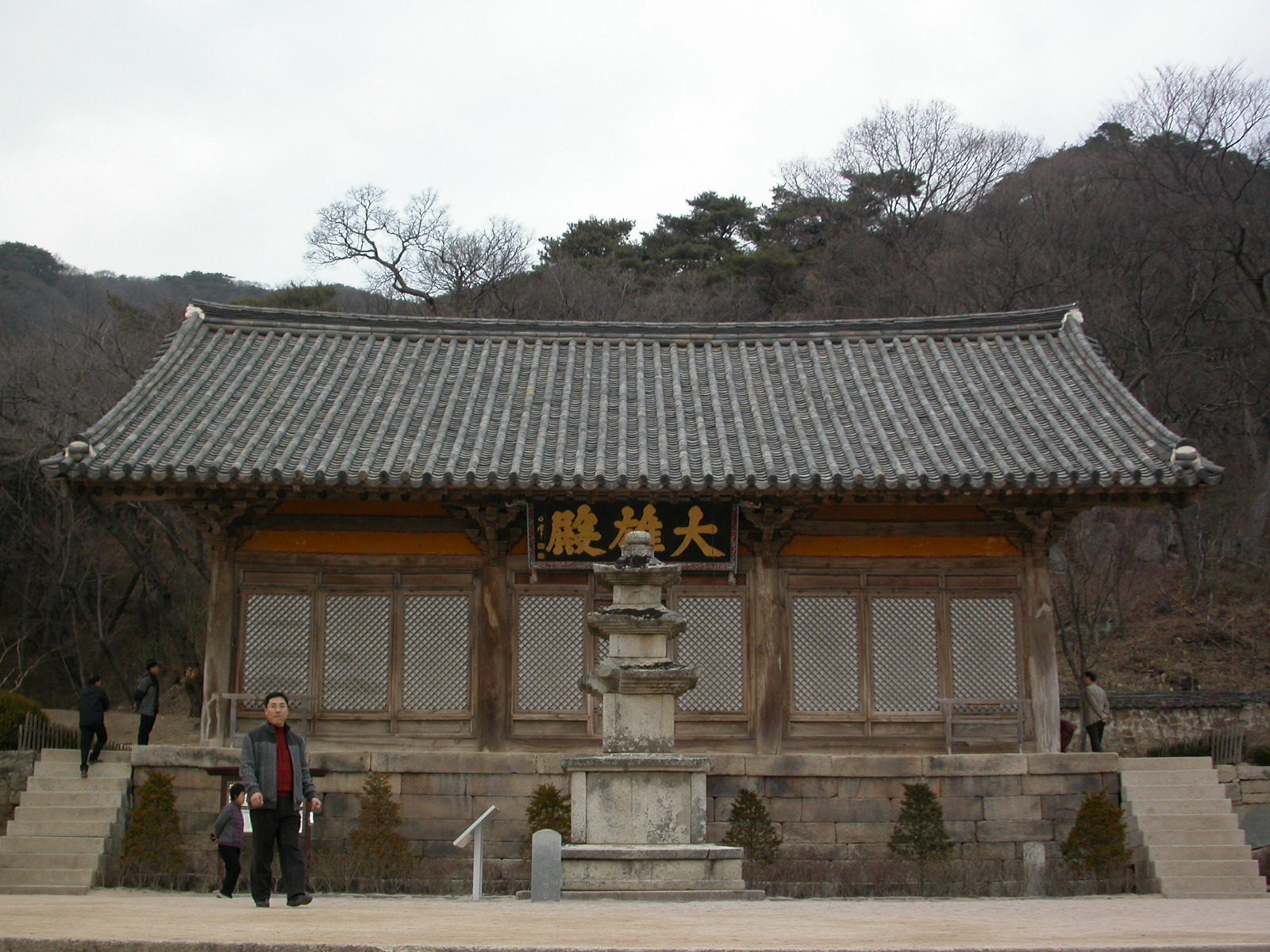
Fragment klasztoru